# Saint-Michel-sur-Rhône
Saint-Michel-sur-Rhône é uma comuna francesa na região administrativa de Auvérnia-Ródano-Alpes, no departamento de Loire. Estende-se por uma área de 5,87 km². Em 2010 a comuna tinha 866 habitantes (densidade: 147,5 hab./km²).